# Turkish Airlines

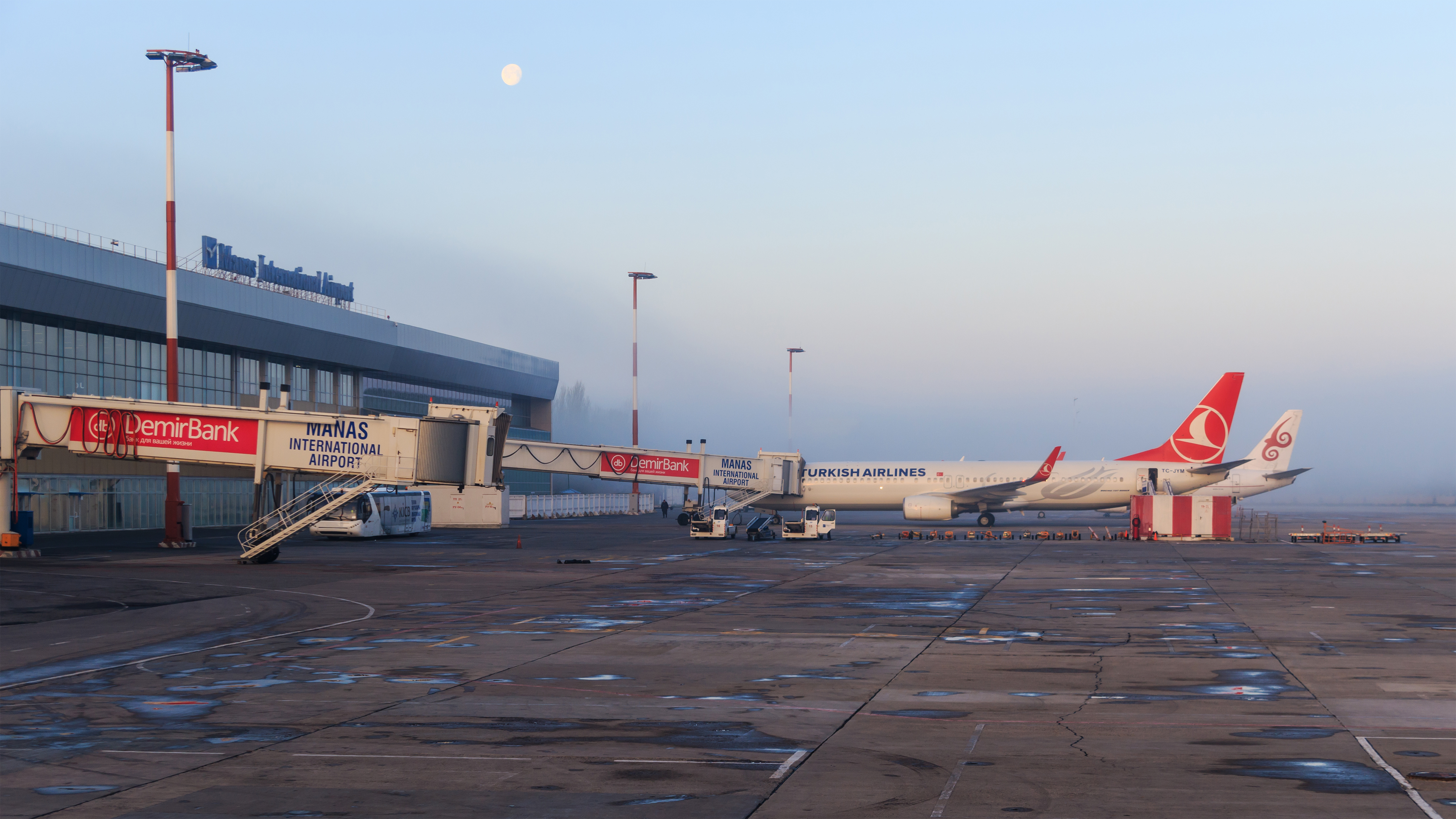
Самолет Turkish Airlines в аэропорту Манас города Бишкек

Turkish Airlines (тур. Türk Hava Yolları (THY), переводится как Турецкие авиалинии) — флагманский перевозчик Турции, базирующийся в Стамбуле. Совершает регулярные рейсы в 220 иностранных и 42 внутренних аэропорта в Европе, Азии, Африке и Америке. Turkish Airlines совершают рейсы в 120 стран мира, больше, чем любая другая авиакомпания. Главным хабом авиакомпании является Новый аэропорт Стамбула, Стамбул (IST), второстепенными хабами являются Международный аэропорт Эсенбога, Анкара (ESB) и Измир (ADB).
В 2006 и 2007 через аэропорт перевезено 17 млн и 19,7 млн пассажиров соответственно. Штат авиакомпании составляет около 40 200 сотрудников.
С 1 апреля 2008 года авиакомпания стала членом Star Alliance.
Дочерними авиакомпаниями являются AnadoluJet, SunExpress и B&H Airlines (B&H Airlines прекратила свою деятельность в июле 2015 года).

## История

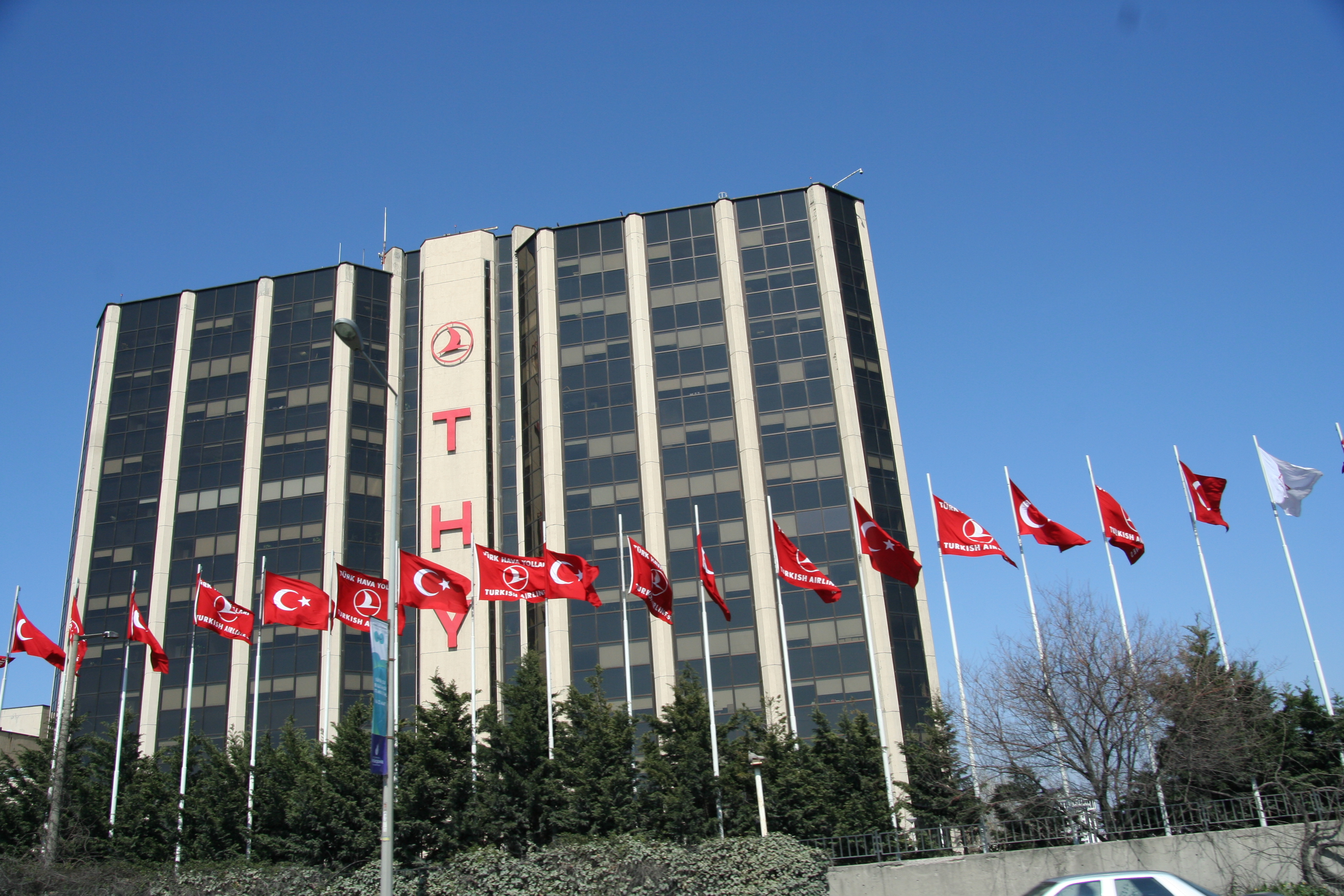
Штаб-квартира Turkish Airlines в Стамбуле

Авиакомпания была создана 20 мая 1933 года как Государственная авиационная администрация (тур. Devlet Hava Yolları İşletmesi İdaresi) (DHY). Первые рейсы осуществлялись между Стамбулом, Эскишехиром и Анкарой с августа 1933 года. В сентябре 1937 года авиакомпания получила три биплана De Havilland D.H. 86B. В декабре этого же года поступил четвёртый самолёт. Эти самолёты были задействованы на внутренних маршрутах между Стамбулом, Эскишехиром, Измиром, Анкарой, Аданой, Кайсери и Диярбакыром. Компания получила новое название — Devlet Hava Yolları Umum Müdürlüğü (DHY) в июне 1938. Первый регулярный международный рейс состоялся в 1947 году в Афины, однако открытие дальнемагистральных рейсов на Дальний Восток и через Атлантику состоялось только через 40 лет.
В результате большой реорганизации 20 февраля 1956 года авиакомпания стала смешанной корпорацией, Türk Hava Yolları. В декабре 1990 года 5 % акций были проданы. Позднее правительство продало 23,0 % акций в декабре 2004 года и 28,75 % — в мае 2006 года.
В настоящее время 49 % акций принадлежит государству и 51 % — частным владельцам. Кроме того, 50 % аффилированной авиакомпании SunExpress принадлежит Lufthansa. Turkish Airlines вышли из Qualiflyer group в 1999 году, так как не могли быть совместимы с Swissair и Delta.
В декабре 2006 года было принято решение о вхождении Turkish Airlines в Star Alliance. С 1 апреля 2008 года Turkish Airlines вошли в альянс полноправным членом.
В 2012—н.в годы входит в десятку лучших авиакомпаний мира.

## Пункты назначения
Turkish Airlines совершают рейсы из 42 аэропортов Турции. Turkish Airlines являются лидером внутренних перевозок с учётом лоу-кост подразделения AnadoluJet. Конкурентами являются Onur Air, Pegasus, SunExpress (50 % которой принадлежит Turkish Airlines) и Atlasjet.
С 24 февраля 2022 года были приостановлены полеты в аэропорты Украины, а также Минск, Екатеринбург, Сочи, Краснодар, Ростов-на-Дону.
Большая часть международных рейсов Turkish Airlines совершается из нового международного аэропорта Стамбула, откуда длительность полёта до 50 стран, куда совершаются полёты, составляет не более трёх часов. Turkish Airlines обслуживают 220 назначений за пределами Турции. Совершаются рейсы через Атлантический океан в Северную Америку — Атланта, Бостон, Ванкувер, Вашингтон, Гавана, Даллас, Денвер (с июня 2024), Детройт, Канкун, Лос-Анджелес, Майами, Мехико, Монреаль, Нью-Йорк, Ньюарк, Панама, Сан-Франциско, Сиэтл, Торонто, Чикаго и Хьюстон, в Южную — Богота, Буэнос-Айрес, Каракас, Сан-Паулу, Сантьяго.
Крупнейшими направлениями в Азии являются Бангкок, Гонконг, Гуанчжоу, Джакарта, Куала-Лумпур, Манила, Пекин, Пномпень, Пхукет, Себу, Сеул, Сиань, Сингапур, Шанхай, Тайбэй, Токио, Улан-Батор, Ханой и Хошимин (Сайгон).

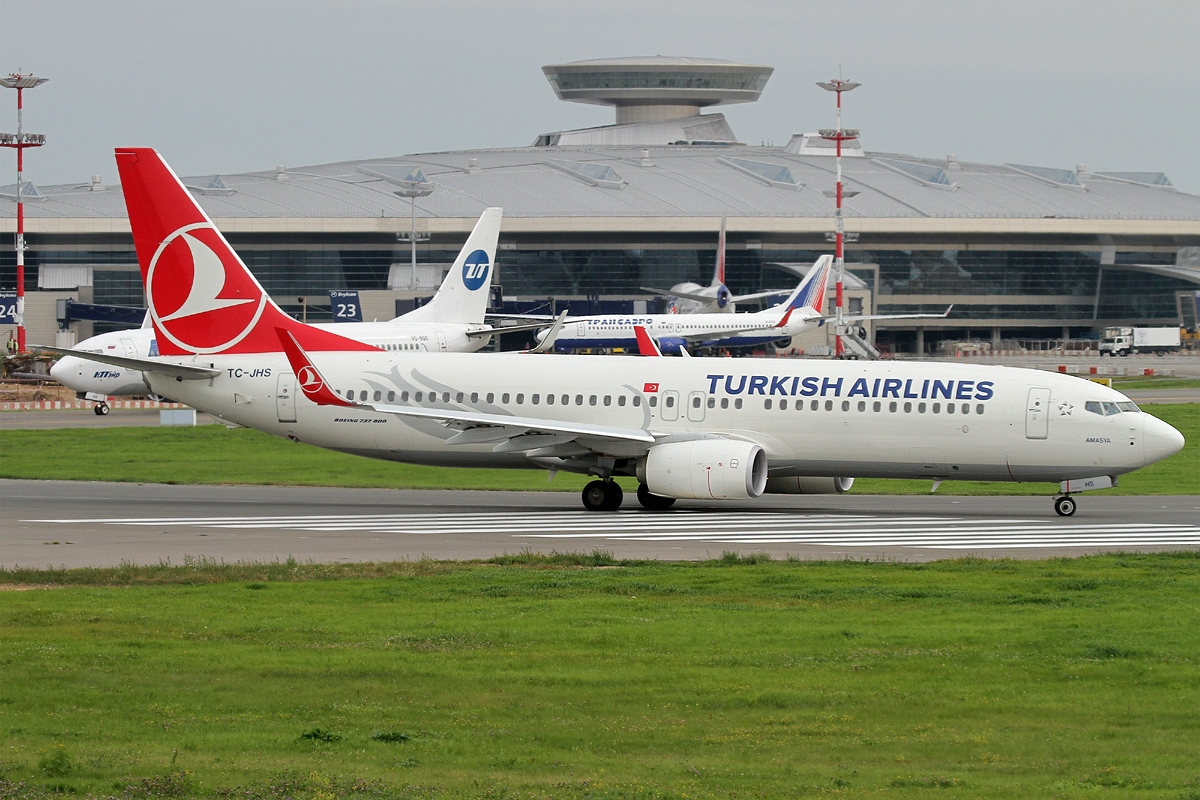
Boeing 737-800 в московском аэропорту Внуково

Turkish Airlines объявили о планируемых рейсах в Орландо, Рио-де-Жанейро; среднемагистральных рейсов в Абха, Актобе, Асуан, Берген, Браззавиль, Кассель, Катовице, Ла-Корунья, Ленкорань, Махачкала, Монровия, Нант, Ньюкасл-апон-Тайн, Пинанг, Салала, Сиалкот, Тимишоара, Харгейса и Яссы в 2023 году, однако в связи с задержками в поступлении новых самолётов эти сроки выдержаны не будут[обновить данные].
В 2012 году были прекращены полёты в Сирию. В январе 2025 года полёты будут восстановлены. Компания будет осуществлять 3 рейса в неделю в Дамаск.

## Спонсорские и рекламные соглашения
Turkish Airlines были выбраны в качестве официального перевозчика такими европейскими футбольными клубами, как «Барселона», «Боруссия Дортмунд», «Галатасарай», «Олимпик-де-Марсель», «Астон Вилла», «ФК Сараево», «Ганновер-96» и «А. С. Рома». В 2016 году Turkish Airlines объединились с рядом турецких туристических агентств в производстве романтического комедийного фильма «Возврату не подлежит».
Авиакомпания также сделала спонсорские и рекламные акции с известными спортсменами и актерами, как Лионель Месси, Коби Брайант, Кэролайн Возняцки, Кевин Костнер, Уэйн Руни и Дидье Дрогба.
Компания — основной спонсор Евролиги Turkish Airlines с 2010 года и была среди спонсоров чемпионата мира FIBA 2010 года.
"Turkish Airlines и Евролига, 22 октября 2013 года подписали соглашение о продлении срока действия спонсорского соглашения на пять лет до 2020 года.
Turkish Airlines стали спонсором футбольных клубов «Галатасарай» и «ФК Сараево» для Лиги чемпионов УЕФА 2014—2015 года.
10 декабря 2015 Turkish Airlines и УЕФА подписали соглашение о спонсорстве для ЕВРО 2016, став первым спонсором турниров чемпионата Европы по футболу.
29 января 2016 Turkish Airlines объявила о своем сотрудничестве с Warner Bros., чтобы спонсировать фильм «Бэтмен против Супермена: На заре справедливости». В фильме основная сцена раскрывается на борту самолета A330 Turkish Airlines.

Маршрутная сеть авиакомпании.

5 сентября 2022 Turkish Airlines и УЕФА подписали контракт  на сотрудничество, и авиакомпания стала официальным партнером лиги чемпионов УЕФА.

## Кодшеринговые соглашения
Turkish Airlines заключили кодшеринговые соглашения со следующими перевозчиками, кроме авиакомпаний Star Alliance:
| - Azerbaijan Airlines - Air Astana - Air India - Air Malta - B&H Airlines - Ethiopian Airlines - Etihad Airways - Garuda Indonesia - Iran Air | - Malaysia Airlines - Royal Air Maroc - SunExpress - Syrian Air - US Airways - Utair |

## Флот

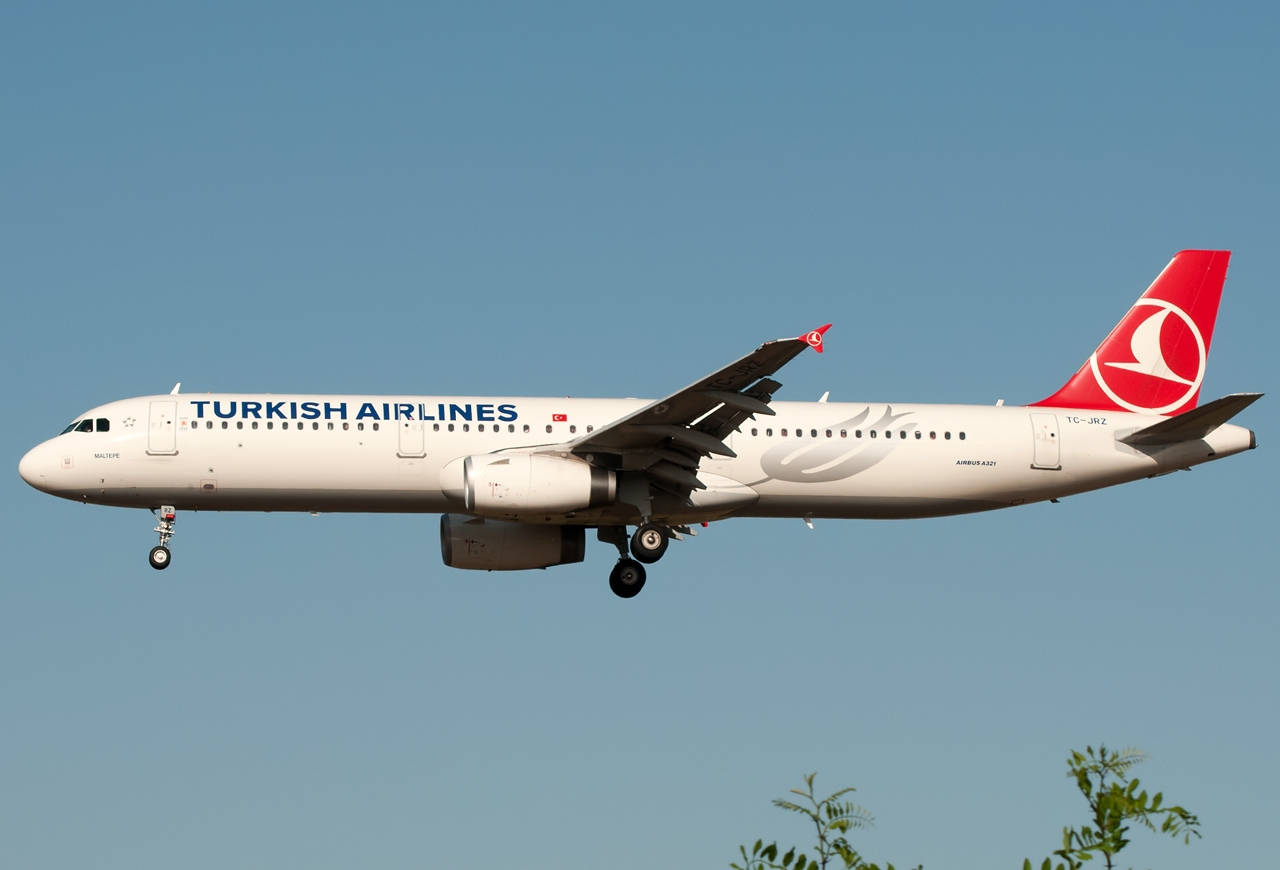
Airbus A321 Turkish Airlines заходит на посадку

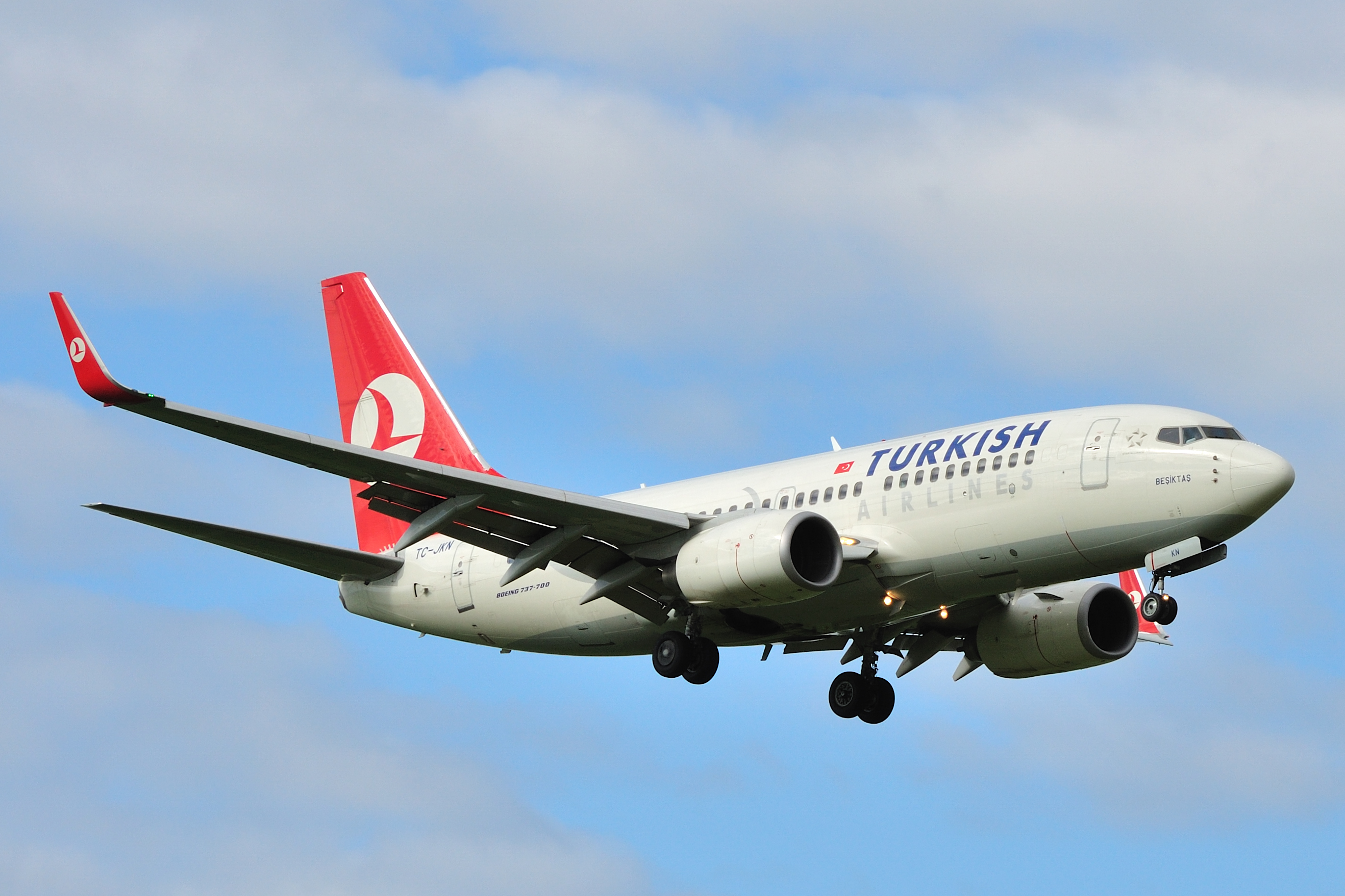
Boeing 737-700 в старой ливрее

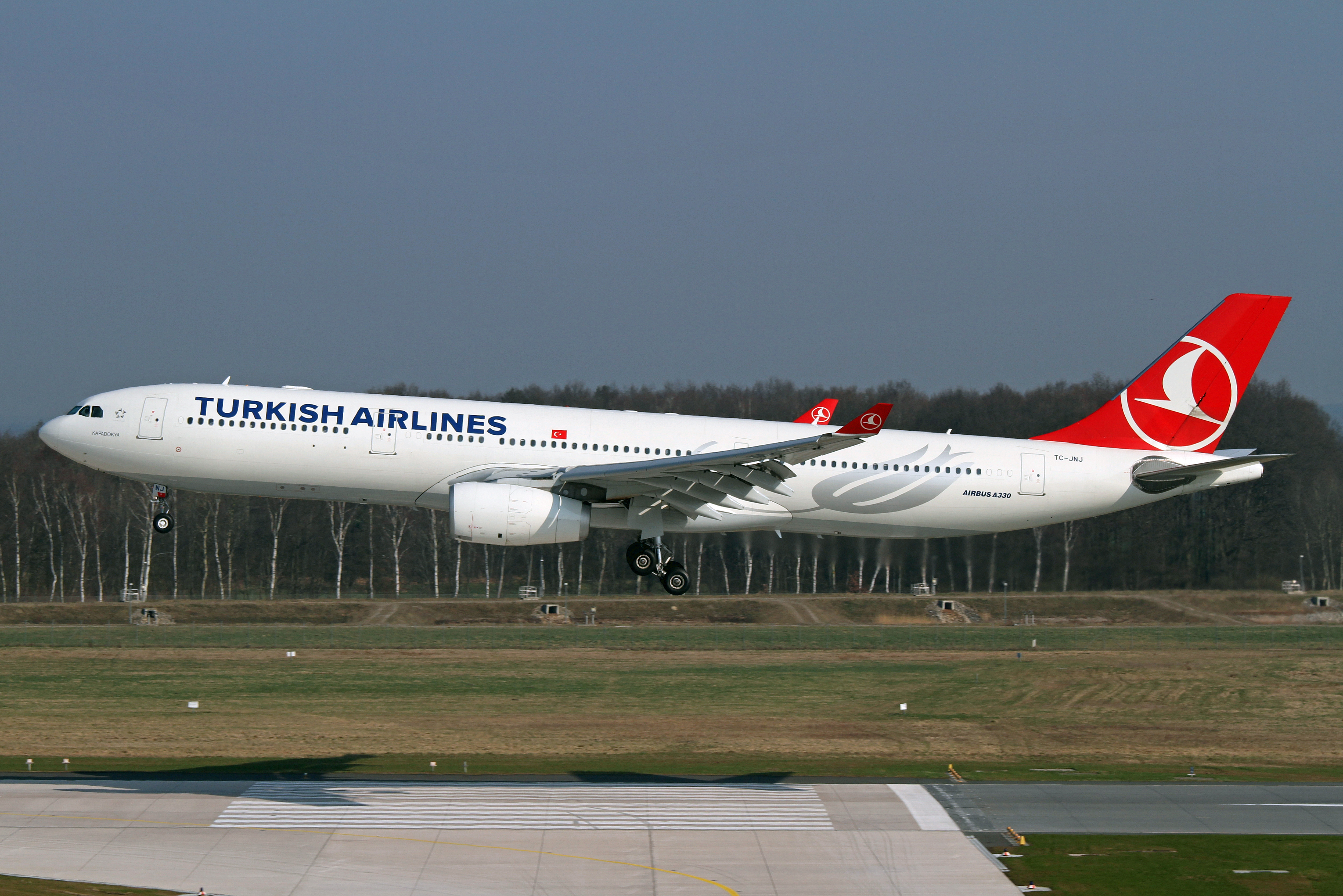
Airbus A330-300 Turkish Airlines заходит на посадку во Внуково

В июне 2023 года флот Turkish Airlines составляет 336 самолетов:

## Авиационная академия Турецких авиалиний
Авиационная академия Турецких авиалиний была создана 28-м Советом директоров 10 ноября 2004 года и начала обучение с 16 курсантами 1 мая 2006 года. Авиационная Академия находится в Международном аэропорту имени Ататюрка, в Стамбуле (IST) и используют соседний Аэропорт Чорлу для учебных действий.

## Награды
Три года подряд, в 2011, 2012 и 2013 году Turkish Airlines получила награды Skytrax за Лучшую Авиакомпанию Европы, Лучшую Авиакомпанию Южной Европы и Лучшее Премиальное Место Авиакомпании Экономического класса в мире.
Она сохранил свой статус лучшей европейской авиакомпании в 2014, 2015 и 2016 годах, удерживая титул в течение шести лет подряд.
В ноябре 2017 Turkish Airlines была признана «16-й лучшей авиакомпанией в мире для деловых поездок» журналом CEOWORLD. В 2023 и 2024 Turkish Airlines стала лучшей авиакомпанию Европы по мнению Skytrax . Также находится на 7 месте лучших авиакомпаний мира.

## Авиационные происшествия
Список инцидентов с самолётами Turkish Airlines за 75 лет истории насчитывает 26 происшествий (включая катастрофы).
- Первая катастрофа Турецких авиалиний произошла 17 февраля 1959 года с самолётом Vickers Viscount Type 793, регистрационный номер TC-SEV, который разбился в густом тумане при приземлении в лондонском аэропорту Гатвик. В самолёте среди пассажиров находился премьер-министр Турции Аднан Мендерес и правительственная делегация, направлявшиеся в Лондон на подписание Соглашения о статусе Кипра. Мендерес оказался одним из десяти выживших (на борту было 8 членов экипажа и 16 пассажиров).
- Катастрофа F27 под Анкарой[англ.]. 23 сентября 1961 года, выполняя рейс 835, борт TC-TAY разбился при заходе на посадку в аэропорту Анкары. Погибли 28 человек, выжил 1 пассажир.
- Катастрофа Fairchild F-27 на горе Медециз. 8 марта 1962 года при заходе на посадку в аэропорту Аданы борт TC-KOP врезался в хребет Тавр. Погибли все 11 человек в самолёте.
- Грузовой C-47 потерпел катастрофу 3 февраля 1964 года при заходе на посадку в аэропорт Анкары. Погибли все 3 человека на его борту[38].
- Катастрофа DC-9 под Аданой. 21 января 1972 года авиалайнер, выполняя перегоночный рейс, разбился при посадке из-за плохой видимости. Погиб 1, ранено 3 из 5 человек на борту.
- Катастрофа Fokker F28 под Измиром. 26 января 1974 года, выполняя рейс 301, борт TC-JAO разбился вскоре после взлёта и загорелся. Погибли 66 человек, 7 выжили, получив травмы.
- Катастрофа DC-10 под Парижем отличается наибольшим количеством жертв в истории турецкой авиации и Европы. 3 марта 1974 года на рейсе 981 вследствие поломки органов управления взрывной декомпрессией погибли все 346 человек на борту DC-10. Причиной стала конструкционная ошибка грузового выхода. До столкновения на Тенерифе это была авиакатастрофа с самым большим количеством жертв в мировой истории.
- Катастрофа Fokker F28 в Мраморном море. 30 января 1975 года, выполняя рейс 345, борт TC-JAP разбился при повторном заходе на посадку в Стамбульском аэропорту. Погибли все 42 человека на борту самолёта.
- Катастрофа Boeing 727 в Ыспарте — авиакатастрофа с наибольшим числом погибших в истории Турции (154 человека). Поздним вечером 19 сентября 1976 года выполняя рейс 452 Стамбул—Анталья, капитан отлучился из кабины. В его отсутствие второй пилот самовольно предпринял заход на посадку в аэропорт назначения. Перейдя с захода по приборам на визуальный заход, он принял за огни полосы фонари оживлённого шоссе D685, расположенного в 100 км от цели. Самолёт находился на высоте 150 м, когда капитан поправил второго пилота. Двигатели немедленно были переведены во взлётный режим, а штурвалы взяты на себя. Однако снижения это не предотвратило, самолёт врезался правым крылом в холм и разбился. Выживших нет.
- Катастрофа F28 под Анкарой. 23 декабря 1979 года борт TC-JAT, летевший в аэропорт Анкара Эсенбога, разбился в 32 км к северо-востоку от пункта назначения. Погиб 41 человек, 4 человека выжили[39].
- Катастрофа Boeing 727 под Анкарой[англ.]. 16 января 1983 года при выполнении рейса 158 в аэропорт Анкара Эсенбога, была совершена грубая посадка авиалайнера в пункте назначения. Погибло 47 человек, выжило — 20.

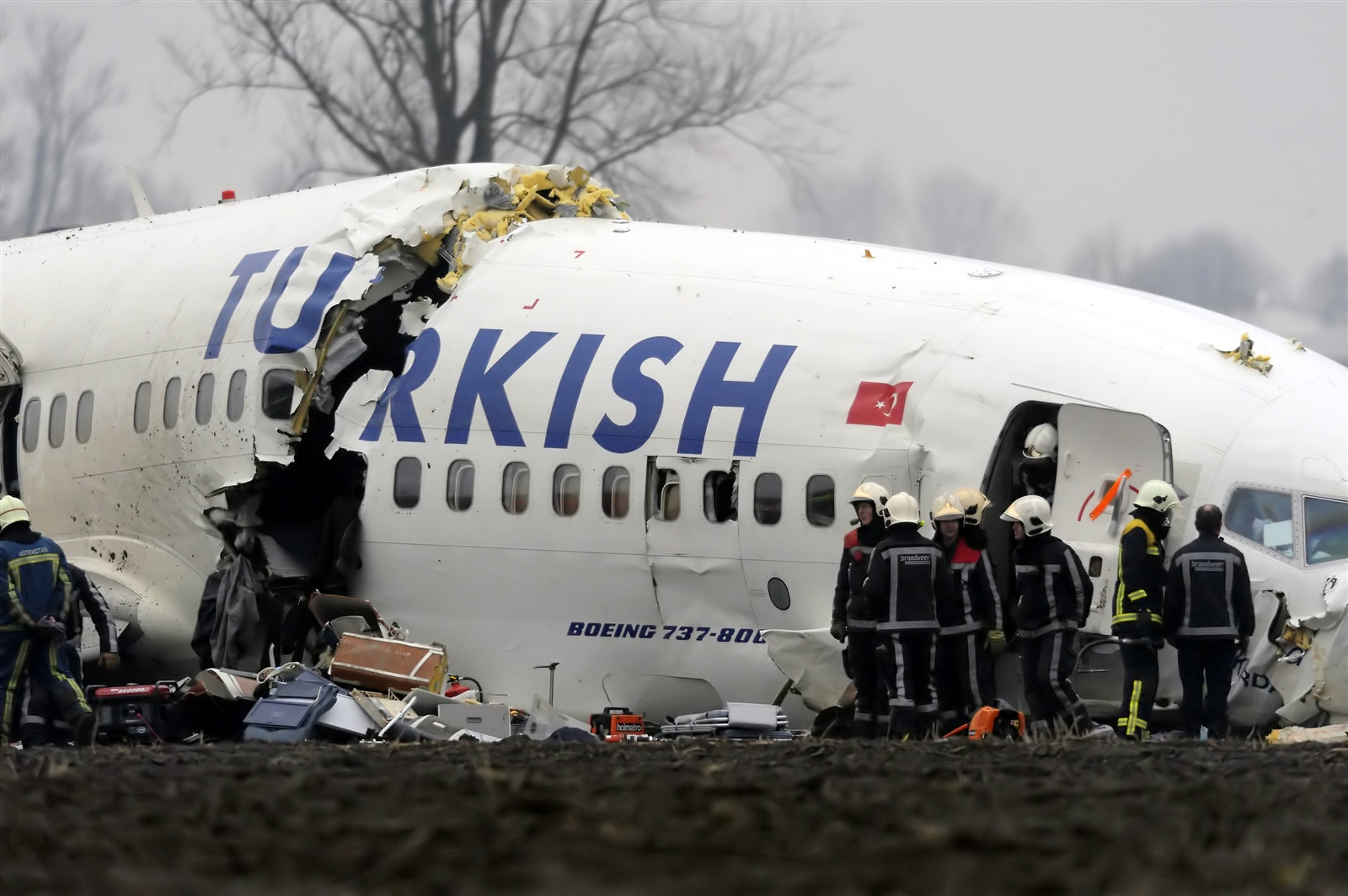
Обломки рейса TK 1951 под Амстердамом.

- Катастрофа Boeing 737 под Меленом. 29 декабря 1994 года в 4 километрах от аэропорта Ван Ферит Мелен разбился рейс 278. Погибли 57 пассажиров, 19 выжили, но получили травмы[40].
- Катастрофа Boeing 737 под Джейханом. Выполняя перегоночный рейс 5904, авиалайнер разбился вскоре после взлёта. Погибли все 6 человек на его борту.
- Катастрофа Avro RJ100 в Диярбакыре. 8 января 2003 года, выполняя рейс 634 при посадке в аэропорту назначения самолёт выкатился за пределы ВПП. Погибло 75 человек, 5 выжило, из них раненых 3.
- Угон Boeing 737 в Италию — 3 октября 2006 года авиалайнер, выполнявший рейс 1476 был захвачен. Обошлось без жертв.Обломки рейса TK 1951 под Амстердамом.
- Катастрофа Boeing 737 под Амстердамом. 25 февраля 2009 года самолет, выполняющий рейс 1951 разбился при заходе на посадку в международный аэропорт Схипхол. На его борту находились 127 пассажиров и семь членов экипажа. Boeing 737-800NG (бортовой номер TC-JGE) упал возле оживленной автотрассы и развалился на три части. Трагедия произошла вследствие отказа радиовысотомера, который давал неправильные показания компьютеру. Бортовая электроника решила, что самолёт находится над посадочной полосой и автомат тяги перевел режим двигателей на «малый газ». Командир корабля был занят сменой конфигурации самолёта в «посадочную», попутно проводя инструктаж второму пилоту, который проходил стажировку. Дополнительный третий пилот, который вводится в экипаж для помощи командиру во время обучающих рейсов, не обратил внимание на действие автомата тяги и падения «воздушной» скорости самолёта. Потеряв скорость и не имея запаса по высоте самолёт начал проваливаться с глиссады. Командир отреагировал добавлением режима двигателям вручную, но было уже поздно. В результате авиакатастрофы погибли 9 человек, включая членов экипажа.
- Инцидент с A320 в Стамбуле[англ.]. 25 апреля 2015 года A320 выполнявший рейс 1878 жёстко приземлился в аэропорту Стамбула, повредил шасси и двигатели и выкатился за пределы ВПП. Обошлось без жертв.
- Катастрофа Boeing 747 под Бишкеком. 16 января 2017 года грузовой самолёт, выполнявший рейс 6491 разбился при заходе на посадку в аэропорт Манас. Всего погибло 39 человек, включая всех 4 на борту лайнера.
- Авария Boeing 737 в Одессе. 21 ноября 2019 года самолёт с бортовым номером TC-JGZ , выполнявший рейс 467 Стамбул—Одесса, при посадке в сложных погодных условиях и сильном боковом ветре, съехал со взлётно-посадочной полосы, в результате чего у самолёта сложилась носовая стойка шасси. Самолёт был списан из-за сильных повреждений фюзеляжа. В результате аварии, никто из находившихся на борту 142 человек не пострадал[41][42].